# Joel Eriksson Ek
Joel Eriksson Ek (* 29. ledna 1997, Karlstad) je švédský lední hokejista, útočník. Od roku 2016 působí v NHL, v klubu Minnesota Wild. V roce 2021 prodloužil kontrakt s Minnesotou o dalších osm let. Ke květnu 2024 odehrál v NHL 498 zápasů, zaznamenal 269 kanadských bodů a vstřelil 123 branek. Dalších 26 utkání, 10 bodů a 6 branek si připsal v play-off (Stanleyově poháru). Předtím hrál švédskou nejvyšší soutěž za Färjestad BK. Se švédskou reprezentací se stal mistrem světa v roce 2017 a získal bronz na mistrovství světa 2024.